# Сонячное (Одесская область)
Сонячное (укр. Сонячне, до 2016 г. — Ленинское Первое) — село, относится к Беляевскому району Одесской области Украины.
Население по переписи 2001 года составляло 205 человек. Почтовый индекс — 67620. Телефонный код — 4852. Занимает площадь 0,85 км². Код КОАТУУ — 5121081702.

## Местный совет
67620, Одесская обл., Беляевский р-н, с. Выгода, ул. 50-летия Октября, 46